# Regierung Stauning I
Die Regierung Stauning (dän. regeringen Stauning) unter Ministerpräsident Thorvald Stauning war vom 23. April 1924 bis zum 14. Dezember 1926 die Regierung Dänemarks. Amtierender König war Christian X.
Die Regierung Stauning war das 32. Kabinett seit der Märzrevolution und war das erste Kabinett, das komplett von der Socialdemokraterne gestellt wurde. Der bereits in der geschäftsführenden Regierung Friis eingeführte Posten eines Sozialministers wurde abermals eingeführt. Die Regierung Stauning I setzte sich aus den folgenden Ministern zusammen:
- Ministerpräsident und Minister für Industrie, Handel und Seefahrt: Thorvald Stauning
- Außenminister: C.P.O. Moltke
- Finanzminister: C.V. Bramsnæs
- Innenminister: C.N. Hauge
- Justizminister: K.K. Steincke
- Bildungsminister: Nina Bang
- Kirchenminister: N.P.L. Dahl
- Verteidigungsminister: Laust Rasmussen
- Minister für öffentliche Arbeiten: J.F.N. Friis-Skotte
- Landwirtschaftsminister: Kr.M. Bording
- Sozialminister: Frederik Borgbjerg

## Quelle
- Statsministeriet: Regeringen Stauning I